# Cameron, South Carolina
Cameron är en stad i Calhoun County, South Carolina, USA. Vid folkräkningen år 2000 uppgick invånarantalet till 449. Den har enligt United States Census Bureau en area på 8,1 km², allt är land.